# 1897 County Championship
Navigation
Édition précédente Édition suivante
Le 1897 County Championship fut le huitième County Championship et se déroule du 3 mai au 30 août 1897. Le Lancashire remporta le championnat pour la première fois, battant de peu le Surrey.

## Tableau final
Un point a été accordé pour une victoire et un point a été enlevé pour chaque défaite, donc:
- 1 pour une victoire
- 0 pour un match nul
- -1 pour une défaite

| Lancashire             | 26 | 16 | 3  | 7  | 13 | 19 | 68.42   |
| Surrey                 | 26 | 17 | 4  | 5  | 13 | 21 | 61.90   |
| Essex                  | 16 | 7  | 2  | 7  | 5  | 9  | 55.56   |
| Yorkshire              | 26 | 13 | 5  | 8  | 8  | 18 | 44.44   |
| Gloucestershire        | 18 | 7  | 5  | 6  | 2  | 12 | 16.67   |
| Sussex                 | 20 | 5  | 6  | 9  | –1 | 11 | –9.09   |
| Middlesex              | 16 | 3  | 4  | 9  | –1 | 7  | –14.29  |
| Warwickshire           | 18 | 3  | 4  | 11 | –1 | 7  | –14.29  |
| Hampshire              | 18 | 4  | 7  | 7  | –3 | 11 | –27.27  |
| Nottinghamshire        | 16 | 2  | 5  | 9  | –3 | 7  | –42.86  |
| Somerset               | 16 | 3  | 9  | 4  | –6 | 12 | –50.00  |
| Kent                   | 18 | 2  | 10 | 6  | –8 | 12 | –66.67  |
| Leicestershire         | 14 | 1  | 10 | 3  | –9 | 11 | –81.82  |
| Derbyshire             | 16 | 0  | 9  | 7  | –9 | 9  | –100.00 |
| Source: CricketArchive |    |    |    |    |    |    |         |

### Résumé statistique
| Most runs | Most runs | Most runs          | Most runs |
| Aggregate | Average   | Joueur             | Comté     |
| --------- | --------- | ------------------ | --------- |
| 1,833     | 50.91     | Bobby Abel         | Surrey    |
| 1,431     | 43.36     | Jack Brown         | Yorkshire |
| 1,372     | 39.20     | Ted Wainwright     | Yorkshire |
| 1,328     | 34.05     | David Denton       | Yorkshire |
| 1,318     | 42.51     | K. S. Ranjitsinhji | Sussex    |
| Source:   |           |                    |           |

| Most wickets | Most wickets | Most wickets   | Most wickets |
| Aggregate    | Average      | Joueur         | Comté        |
| ------------ | ------------ | -------------- | ------------ |
| 238          | 14.23        | Tom Richardson | Surrey       |
| 140          | 16.38        | Johnny Briggs  | Lancashire   |
| 109          | 20.38        | Frederick Bull | Essex        |
| 102          | 17.77        | Willis Cuttell | Lancashire   |
| 102          | 18.52        | Jack Hearne    | Middlesex    |
| Source:      |              |                |              |